# Kęstutis
Kęstutis, död 1382, var en litauisk regent. Han var regerande storfurste av Litauen 1381–1382.